# Órmos tón Korallíon
Órmos tón Korallíon är en vik i Cypern.   Den ligger i distriktet Eparchía Páfou, i den västra delen av landet, 100 km väster om huvudstaden Nicosia.